# 国家大学駅
国家大学駅（ベトナム語：Ga Đại học Quốc Gia / Ga 大學國家?）はベトナム社会主義共和国ホーチミン市トゥドゥック市に位置するホーチミン地下鉄の駅である。

## 路線
ホーチミン地下鉄
1号線

## 隣の駅
ホーチミン地下鉄
1号線
ハイテクパーク駅 - 国家大学駅 - スオイティエンバスターミナル駅